# Peter Weir
Peter Lindsay Weir (n. 21 august 1944, Sydney, Australia) este un regizor australian de film. Înainte de a se apuca de televiziune, studiază artele și dreptul la Universitatea din Sydney (1965). În anul 1974 apare primul lumnmetraj, Mașinile care au mâncat Parisul (The Cars That Ate Paris) iar în 1975 Picnic la Hanging Rock acestea fiind lăudate pentru decoruri neobișnuite dar și pentru complexitatea personajelor. Weir a câștigat în anul 2003, 10 nominalizări la Oscar pentru o dramă cu buget mare, foarte prețioasă: Master and Comander: La capătul pământului.
| An   | Film                                            | Regizor | Producător | Scenarist | Note |
| ---- | ----------------------------------------------- | ------- | ---------- | --------- | --- |
| 1969 | Man on a Green Bike                             | Da      |            | Da        | Telemovie |
| 1971 | Homesdale                                       | Da      |            | Da        | AACTA Award for Best Direction |
| 1974 | The Cars That Ate Paris                         | Da      |            | Da        | |
| 1975 | Picnic la Hanging Rock                          | Da      |            |           | Nominalizare – AACTA Award for Best Direction |
| 1977 | The Last Wave                                   | Da      |            | Da        | Nominalizare – AACTA Award for Best Direction |
| 1979 | The Plumber                                     | Da      |            | Da        | Telemovie |
| 1981 | Gallipoli                                       | Da      |            | Da        | AACTA Award for Best Direction |
| 1982 | The Year of Living Dangerously                  | Da      |            | Da        | Nominalizare – AACTA Award for Best Direction |
| 1985 | Witness                                         | Da      |            |           | Nominalizare – Academy Award for Best Director Nominalizare – Golden Globe Award for Best Director Nominalizare – Directors Guild of America Award for Outstanding Directing – Feature Film                                   |
| 1986 | The Mosquito Coast                              | Da      |            |           | |
| 1989 | Dead Poets Society                              | Da      |            |           | Nominalizare – Academy Award for Best Director Nominalizare – Golden Globe Award for Best Director |
| 1990 | Green Card                                      | Da      | Da         | Da        | Nominalizare – Academy Award for Best Original Screenplay Nominalizare – BAFTA Award for Best Original Screenplay Nominalizare – Writers Guild of America Award for Best Original Screenplay                                  |
| 1993 | Fearless                                        | Da      |            |           | |
| 1998 | The Truman Show                                 | Da      |            |           | BAFTA Award for Best Direction Nominalizare – Academy Award for Best Director Nominalizare – Empire Award for Best Director Nominalizare – Golden Globe Award for Best Director Nominalizare – Saturn Award for Best Director |
| 2003 | Master and Commander: The Far Side of the World | Da      |            | Da        | BAFTA Award for Best Direction Nominalizare – Academy Award for Best Director Nominalizare – Golden Globe Award for Best Director                                                                                             |
| 2010 | The Way Back                                    | Da      | Da         | Da        | |

### Filme scurte
- Count Vim's Last Exercise (1967) – 16mm b/w, 15 mins – writer, director
- The Life and Flight of the Reverend Buckshotte (1968) 16mm b/w, 33 mins – writer, director
- Three to Go (1969) (segment "Michael") – 16 mm, b/w, 30 mins – writer, director
- Stirring the Pool (1970) – 16mm, colour, 10 mins – director
- Tempo (1970) – writer
- Homesdale (1971) – 16 mm, b/w, 50 mins – writer, director
- Three Directions In Pop Music (1971) – 16mm, colour, 10 mins – director
- Incredible Floridas (1972) – 35mm, colour, 12 mins – director
- What Ever Happened to Green Valley? (1973) – 16mm, 50 mins – director